# James Beresford (écrivain)
Pour les articles homonymes, voir James Beresford et Beresford.
James Beresford (né le 28 mai 1764  à Upham et mort le 29 septembre 1840  à Leicestershire) est un écrivain et un homme d'église anglais.
Beresford est l'auteur de traductions et de plusieurs livres religieux mais est plus connu pour l'œuvre satirique Les misères de la vie humaine, considérée comme « un petit classique du genre ».